# Preußische Geheimpolizei
Die Preußische Geheimpolizei oder Politische Polizei war zuständig für die Überwachung des politischen Lebens sowie die Verfolgung politischer Straftaten in Preußen seit der Mitte des 19. Jahrhunderts bis zum Aufgehen der Behörde in der Geheimen Staatspolizei (Gestapo) des nationalsozialistischen Deutschen Reiches.

## Entstehungshintergrund
Nach verschiedenen früheren Ansätzen führte die Reaktionspolitik nach der Revolution von 1848 zu einer Neuformierung des politischen Polizeiwesens in Preußen. Die treibende Kraft war dabei der am 18. November 1848 von König Friedrich Wilhelm IV. zum Polizeipräsidenten von Berlin ernannte Karl Ludwig Friedrich von Hinckeldey. Im Jahr 1854 wurde dieser schließlich zum Generalpolizeidirektor ernannt. Diese Position entsprach de facto der eines Polizeiministers und machte Hinckeldey relativ unabhängig vom preußischen Innenministerium.
Über die Grenzen Preußens hinaus spielte Hinckeldey auch eine wichtige Rolle bei der Zusammenarbeit der Polizeiverwaltungen der Staaten des Deutschen Bundes im sogenannten Polizeiverein.
Organisatorisch übernahm die 1848 geschaffene Zentrale Stelle im Berliner Polizeipräsidium die Bearbeitung politischer Angelegenheiten. 1853 wurde die Abteilung I der Berliner Polizei gegründet, die sowohl politische Polizeiaufgaben im Inneren als auch die Spionageabwehr übernahm. Otto von Bismarck richtete 1866 zudem das Zentralbüro für Preßangelegenheiten, die beide geheimpolizeiliche Aktivitäten in In- und Ausland verfolgten.

## Tätigkeit während der Monarchie
In Preußen selbst entstand zunächst in Berlin eine politische (geheime) Polizei zu Überwachung und Informationsbeschaffung über oppositionelle Personen und Organisationen. Dazu gehörte auch die Überwachung der Presse. Vor allem in den ersten Jahrzehnten dehnte diese ihren Handlungsspielraum bis ins Ausland aus. So wurden etwa für den Kölner Kommunistenprozess Beweise in Paris oder in London mit teilweise nicht legalen Methoden beschafft.
Im Zuge der neuen Ära seit 1858 verlor die Überwachung der bürgerlichen Opposition zunehmend an Bedeutung. Während des Kulturkampfes gerieten dann verstärkt katholische Priester, Laien und Organisationen in den Blick der politischen Polizei. In der Zeit der Sozialistengesetze (1878–1890), aber auch in den folgenden Jahrzehnten, konzentrierte sich die politische Polizei auf die Bekämpfung der Sozialdemokratie.
Ab 1890 wurde die Abteilung V der Berliner Polizei „Preussische geheime politische Polizei“ genannt. Reichsweit zuständig wurde die Abteilung V ab dem 1. Dezember 1898 als „Zentralstelle für die Auswertungs- und Informationstätigkeit“, allerdings auf anarchistische Bestrebungen begrenzt.

## Die politische Polizei während der Republik
1918 wurde die Abteilung V der Berliner Polizei durch den „Volkskommissar für den öffentlichen Sicherheitsdienst“ (Berliner Polizeipräsident) Emil Eichhorn aufgelöst und durch Arbeiter- und Soldatenräte ersetzt. Eichhorn erkannte zwar die Notwendigkeit einer politischen Polizei, hatte jedoch erhebliche Bedenken gegen die Beschäftigung königlicher Polizeibeamter in dieser Funktion. Sein Nachfolger wurde im Januar 1919 Eugen Ernst. Er war von der Notwendigkeit überzeugt den Kampf gegen die Fortsetzung der Revolution auch mit polizeilichen Mitteln führen zu müssen. Auch erzwangen die Verfassungskämpfe eine Kontinuität. Die politische Polizei wurde unter dem Namen ‚Centrale Staatspolizei‘ (C.ST.) als eine nachgeordnete Stelle der Abteilung I mit ehemals kaiserlichen Beamten wieder aufgebaut. Mit Erlass vom 20. Mai 1925 wurde sie die Abteilung I A (AIA) des Polizeipräsidiums. Mit Erlass vom 12. Dezember 1928 wurde die preußische Polizei einheitlich in eine Verwaltungs-, Schutz- und Kriminalpolizei gegliedert. Die politischen Angelegenheiten wurden von der Abteilung I der Verwaltungspolizei wahrgenommen. Die oberste Aufsicht führte der Innenminister, dessen Abteilung II für Polizeiangelegenheiten u. a. eine „politische Gruppe“ mit drei Referaten unterhielt.
Im Zuge der Republikanisierung der Strukturen der preußischen Verwaltung („Bollwerk Preußen“) während der Weimarer Republik veränderten sich auch die Aufgaben der politischen Polizei. Zu dieser Zeit verfügte die politische Polizei über etwa 1.000 Beamte und war damit das größte Organ des Staatsschutzes in ganz Deutschland. Von den Bediensteten waren immerhin drei Viertel im Außendienst tätig.
Die politische Polizei bekämpfte nunmehr antidemokratische und antirepublikanische Personen und Organisationen. Dazu gehörte die radikale Linke ebenso wie die extreme Rechte. Hierfür bediente sich die Polizei der üblichen Methoden der Observierung und Auflösung von Veranstaltungen und nachrichtendienstlicher Methoden wie etwa des Einsatzes von V-Leuten. Vor allem am Ende der Republik wurde die Bekämpfung der NSDAP zu einer wichtigen Aufgabe der Behörde. Allerdings ließ sich eine solche Massenbewegung mit polizeilichen Mitteln nicht aufhalten.
Es gab Zuständigkeitsüberschneidungen mit dem 1925 in Preußen gegründeten Landeskriminalpolizeiamt, auf Reichsebene mit dem 1920 eingeführten Reichskommissariat für Überwachung der öffentlichen Ordnung, später Nachrichtensammelstelle beim Reichsministerium des Innern genannt.
Der 20. Juli 1932 (Preußenschlag) markiert das „Ende der republikanischen Polizei“. In der Folge von Nationalsozialisten infiltriert, verlor sie republiktreu eingestellte Führungskräfte durch Versetzungen in Polizeibereiche mit geringen politischen Einflussmöglichkeiten.

## Übergang zur Gestapo
Am 30. Januar 1933 wurde Adolf Hitler zum Reichskanzler ernannt, der wiederum Hermann Göring zum Reichskommissar für das preußische Innenministerium ernannte. Dieser ernannte den Leiter der politischen Polizeitruppe des preußischen Innenministeriums Rudolf Diels zum Leiter der Abteilung I A. Am 3. März 1933 hob eine preußische Ministerialverordnung die bis dahin geltenden Kompetenzbeschränkungen der Polizei auf. Damit war ein erster Schritt zur Entlassung der Gestapo aus der Bindung an die Gesetze vollzogen. Am 11. April wurde Göring auch preußischer Ministerpräsident. Mit seinem Erlass vom 26. April 1933 wurde die Preußische Geheimpolizei aus dem Polizeiapparat ausgegliedert und das Geheime Staatspolizeiamt (Gestapa) gebildet, welches dem preußischen Minister des Innern (Göring) direkt unterstellt war und die Stellung einer Landespolizeibehörde hatte. Mit dem zweiten Gestapo-Gesetz vom 30. November 1933 wurde die Gestapo ein völlig selbstständiger Zweig der inneren Verwaltung, welche direkt dem Ministerpräsidenten (Göring) unterstellt war. Aus ihr wurde dann die Geheime Staatspolizei. In der politischen Polizei wurde der größte Teil der höheren Beamtenschaft erst unter Diels herangezogen und mehr als die Hälfte der Neulinge verließen ab Dezember 1933 mehr oder weniger mit ihm wieder die Gestapo, während die Alteingesessenen bis in den Krieg hinein blieben.